# Stazione di Sanarica
La stazione di Sanarica è una fermata ferroviaria posta sulla linea Zollino-Gagliano del Capo, costruita per servire la località di Sanarica.
L'impianto ferroviario è gestito dalle Ferrovie del Sud Est.

## Caratteristiche
La fermata è dotata di 2 binari dei quali 1 passante e 1 tronco.

## Servizi
La fermata dispone di:
- Biglietteria a sportello e automatica
- Servizi igienici
- Area per l'attesa
- Parcheggio di scambio
- Accessibilità per portatori di handicap
- Fermata autolinee extraurbane

## Movimento
La stazione è servita dai treni regionali svolti dalle Ferrovie del Sud Est nella relazione Lecce - Gagliano Leuca via le linee 5 e 6.